# Макдональд, Келли
Ке́лли Макдо́нальд (англ. Kelly Macdonald; род. 23 февраля 1976 года, Глазго, Шотландия, Великобритания) — шотландская актриса, лауреат премии «Эмми» (2006).

## Биография
Келли Макдональд родилась в 1976 году в семье руководительницы отдела продаж.
Келли Макдональд начала карьеру актрисы в 1996 году, пройдя кастинг на роль Дианы в фильме «На игле», за исполнение которой была номинирована на премию BAFTA Scotland. Далее последовали не менее заметные работы в картинах таких режиссёров, как Роберт Олтмен, Марк Форстер, Рэймонд Де Фелитта, Шекхар Капур и братья Коэн.
В 2005 году актриса приняла участие в телефильме производства BBC «Девушка из кафе», где её партнёром выступил Билл Найи. За роль Джины Келли была номинирована на премию «Золотой глобус» и получила награду «Эмми» как лучшая актриса.
С 2010 года задействована в основном актёрском составе телесериала «Подпольная империя», за роль в котором была номинирована на соискание премии «Золотой глобус (2011)» и «Золотой глобус (2012)» как лучшая ТВ-актриса второго плана.
В декабре 2010 года в интервью журналу Vanity Fair Келли Макдональд подтвердила, что появится в заключительной части саги о Гарри Поттере в роли призрака Серой Дамы.

## Личная жизнь
С 27 августа 2003 года Келли была замужем за музыкантом Дуги Пейном (род. 1972). У супругов есть два сына — Фредди Питер Пейн (род. 9 марта 2008 года) и Теодор Уильям Пейн (род. 8 декабря 2012 года). Пара рассталась в 2017 году.

## Фильмография
| Год       |    | Русское название                    | Оригинальное название                     | Роль                              |
| --------- | -- | ----------------------------------- | ----------------------------------------- | --------------------------------- |
| 1996      | ф  | На игле                             | Trainspotting                             | Диана                             |
| 1998      | ф  | Елизавета                           | Elizabeth                                 | Изабелла Ноллис                   |
| 2000      | ф  | Голоса                              | Some Voices                               | Лора                              |
| 2000      | ф  | Дом двух семей                      | Two Family House                          | Мэри О'Хенри                      |
| 2001      | ф  | Госфорд-парк                        | Gosford Park                              | Мэри                              |
| 2003      | ф  | Разрыв                              | Intermission                              | Дейдра                            |
| 2004      | ф  | Волшебная страна                    | Finding Neverland                         | Питер Пэн                         |
| 2005      | ф  | Автостопом по галактике             | The Hitchhiker’s Guide to the Galaxy      | «репортёр»                        |
| 2005      | ф  | Моя ужасная няня                    | Nanny McPhee                              | Евангелина                        |
| 2005      | с  | Шпионка                             | Alias                                     | Кира Маклин / Меган Кин           |
| 2005      | тф | Девушка из кафе                     | The Girl in the Café                      | Джина                             |
| 2005      | ф  | Невидимые дети                      | All the Invisible Children                | жена Джонатана                    |
| 2006      | ф  | Сальвадор                           | Salvador (Puig Antich)                    | «Заяц»                            |
| 2007      | ф  | Старикам здесь не место             | No Country for Old Men                    | Карла Джин Мосс                   |
| 2008      | ф  | Удушье                              | Choke                                     | Пэйдж Маршалл                     |
| 2008      | ф  | Весёлый господин                    | The Merry Gentleman                       | Кейт Фрейзер                      |
| 2009      | ф  | В электрическом тумане              | In the Electric Mist                      | Келли Драммонд                    |
| 2009      | тф | Скеллиг                             | Skellig                                   | Луиза                             |
| 2010—2014 | с  | Подпольная империя                  | Boardwalk Empire                          | Маргарет Шрёдер                   |
| 2011      | ф  | Ловушка для невесты                 | The Decoy Bride                           | Кэти                              |
| 2011      | ф  | Гарри Поттер и Дары Смерти. Часть 2 | Harry Potter and Deathly Hallows: Part II | Елена Когтевран (Серая Дама)      |
| 2012      | мф | Храбрая сердцем                     | Brave                                     | принцесса Мерида                  |
| 2012      | ф  | Анна Каренина                       | Anna Karenina                             | Долли                             |
| 2016      | с  | Чёрное зеркало                      | Black Mirror                              | Карин Парк (эпизод «Враг народа») |
| 2017      | ф  | T2: Трейнспоттинг                   | T2 Trainspotting                          | Диана                             |
| 2017      | тф | Дитя во времени                     | The Child in Time                         | Джули                             |
| 2017      | ф  | Прощай, Кристофер Робин             | Goodbye Christoper Robin                  | Олив                              |
| 2017      | ф  | Головоломка                         | Puzzle                                    | Агнес                             |
| 2018      | ф  | Холмс & Ватсон                      | Holmes and Watson                         | Миссис Хадсон                     |
| 2018      | мф | Ральф против интернета              | Ralph Breaks the Internet                 | принцесса Мерида                  |
| 2019      | с  |                                     | The Victim                                | Анна Дин                          |
| 2020      | с  | Искатели правды                     | Truth Seekers                             | ДжоДжо 74                         |
| 2021      | с  | По долгу службы                     | Line of Duty                              | Джоан Дэвидсон                    |
| 2021      | ф  | Операция «Мясной фарш»              | Operation Mincemeat                       | Джин Лесли                        |
|           | с  | Фонари                              | Lanterns                                  | шериф Керри                       |